# Petaluridae
Petaluridae – rodzina ważek z podrzędu Epiprocta, infrarzędu ważek różnoskrzydłych i nadrodziny Petaluroidea. Obejmuje kilkanaście opisanych gatunków, zgrupowanych w 5 rodzajach współczesnych i jednym mezozoicznym. Są to ważki dużych i bardzo dużych rozmiarów, osiągające długość od 60 do 130 mm. Współcześnie występują na półkuli południowej (Australia, Nowa Zelandia, Chile), w Japonii oraz na wschodnich i północno-zachodnich wybrzeżach Ameryki Północnej. W zapisie kopalnym znane są od kredy wczesnej.

## Morfologia

### Owad dorosły

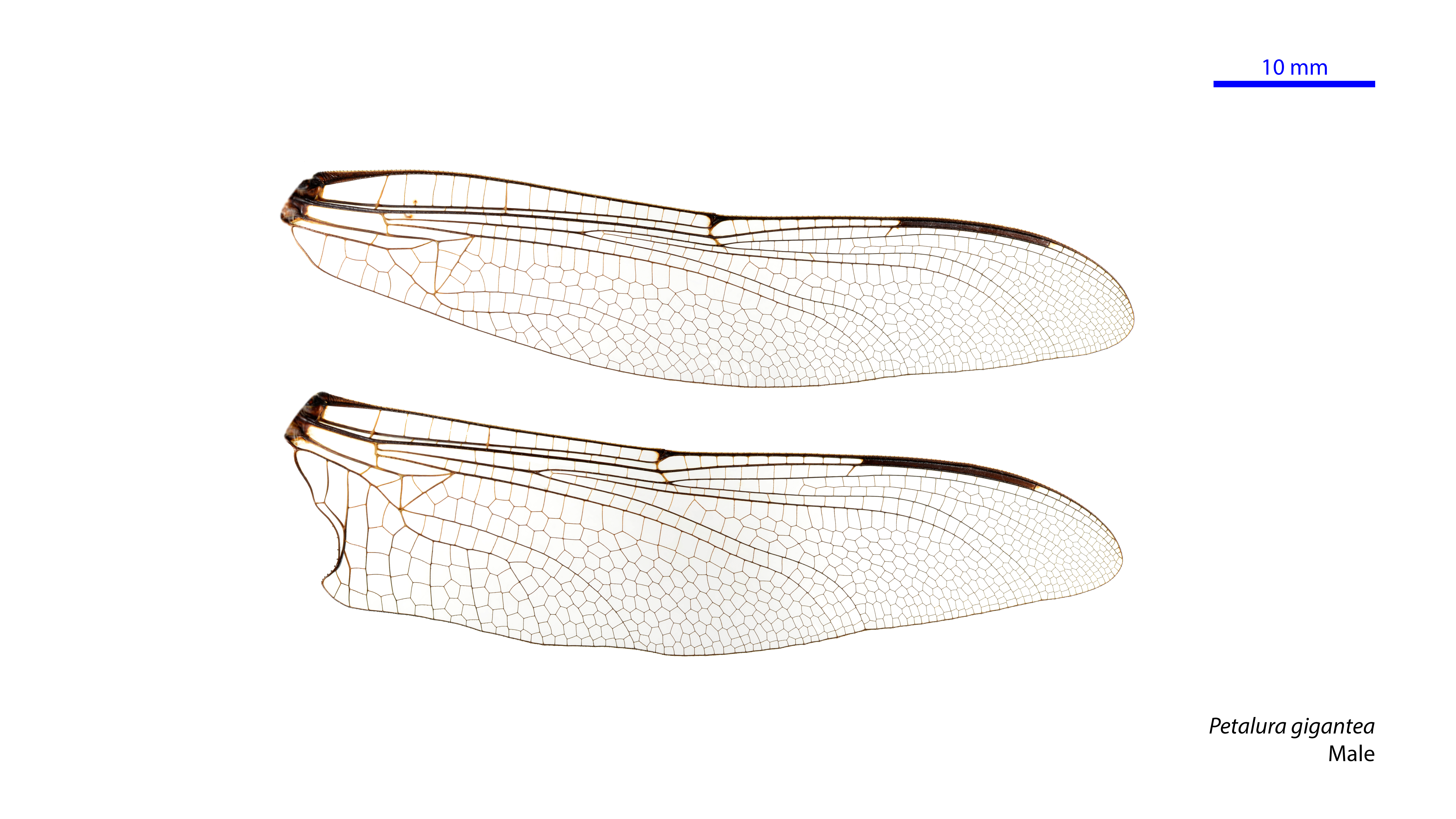
Użyłkowanie skrzydeł samca Petalura gigantea

Ważki dużych i bardzo dużych rozmiarów, osiągające od 60 do 130 mm długości ciała. Ubarwienie mają ciemnobrązowe do czarnego z rysunkiem żółtym do bladocielistego. Głowa ich odznacza się szeroko od strony grzbietowej rozstawionymi oczami złożonymi, co związane jest z nabrzmiałą potylicą o trapezowatym kształcie. Głaszczki wargowe zakończone są haczykami o szpatułkowatym kształcie, co stanowi jedną z autapomorfii rodziny.
Tułów jest przysadzistej budowy. U Tachopteryginae zatułów ma na spodzie metapoststernum nabrzmiałe do formy owłosionego guzka, u Petalurinae jest ono natomiast normalnie wykształcone. Uzbrojenie goleni środkowej i tylnej pary odnóży wykazuje dymorfizm płciowy.
Skrzydła są wydłużone, smukłe, o sierpowatych krawędziach, niemal zawsze dłuższe niż 50 mm. Pterostygmy są nadzwyczaj długie i wąskie, co najmniej dziesięciokrotnie dłuższe niż szerokie i zajmujące co najmniej 12–17% długości skrzydła. Żyłka wspierająca pterostygmę jest przesunięta i leży w ¾ długości skrzydła, w połowie odległości między nodusem a jego wierzchołkiem. W połączeniu z nasadowymi brzegami pterostygm przesuniętymi ku podstawie skrzydła, cecha ta powoduje, że pterostygmy mają wygląd zakrzywionych. Podobnie jak u Aktassiidae części przestrzeni postnodalnych położone odsiebnie względem pterostygmy zawierają liczne komórki. Nodus leży w przednim skrzydle nieco przed jego środkiem, wskutek czego przestrzeń antenodalna jest w nim trochę krótsza niż przestrzeń postnodalna. Główne żyłki podłużne skrzydeł zwieńczone są silnymi kolcami. Pierwsza żyłka interradialna jest dobrze wyodrębniona i dość długa. Przestrzeń między pierwszą a drugą gałęzią żyłki radialnej tylnej jest silnie rozszerzona i zawiera znacznie więcej niż 8–9 szeregów komórek, aczkolwiek cecha ta wtórnie zanika u rodzaju Tanypteryx. Podobnie jak u wymarłych Petalurida trójkąty dyskoidalne w obu parach skrzydeł wykształcone są odmiennie – ten w skrzydle przednim jest co najmniej trochę bardziej poprzeczny. Wiąże się to z rozrostem żyłki pseudoanalnej przedniego skrzydła i poszerzeniem jego trójkąta subdyskoidalnego. Tylne skrzydła mają silnie zredukowane membranule i nieco skróconą przednią gałąź żyłki kubitalnej przedniej, zakończoną przed wysokością nodusa. Z Aktassiidae łączy tę rodzinę wyraźnie skrócona żyłka medialna tylna tylnego skrzydła, kończąca się na jego krawędzi tylnej na wysokości nodusa, a nawet nieco przed tą wysokością. Z wyjątkiem rodzaju Tachopteryx samce mają tylne skrzydła o bardzo ostrych kątach analnych. U samców druga gałąź wtórna żyłki kubitalnej przedniej zakrzywia się u nasady bardzo wyraźnie, silnie zbliżając się do drugiej gałęzi wtórnej żyłki analnej przedniej.
Odwłok samic zaopatrzony jest w duże, silnie ku górze zakrzywione pokładełko o słabo rozwiniętym umięśnieniu. Odwłok samca cechuje się rozbieżnymi, ściętymi i w części wierzchołkowej poszerzonymi epiproktami, u rodzajów Phenes i Uropelata dodatkowo zmodyfikowanymi. Przysadki odwłokowe samca są ku tyłowi co najmniej liściowato rozszerzone, a u rodzaju Phenes dodatkowo rozwidlone.

### Larwa

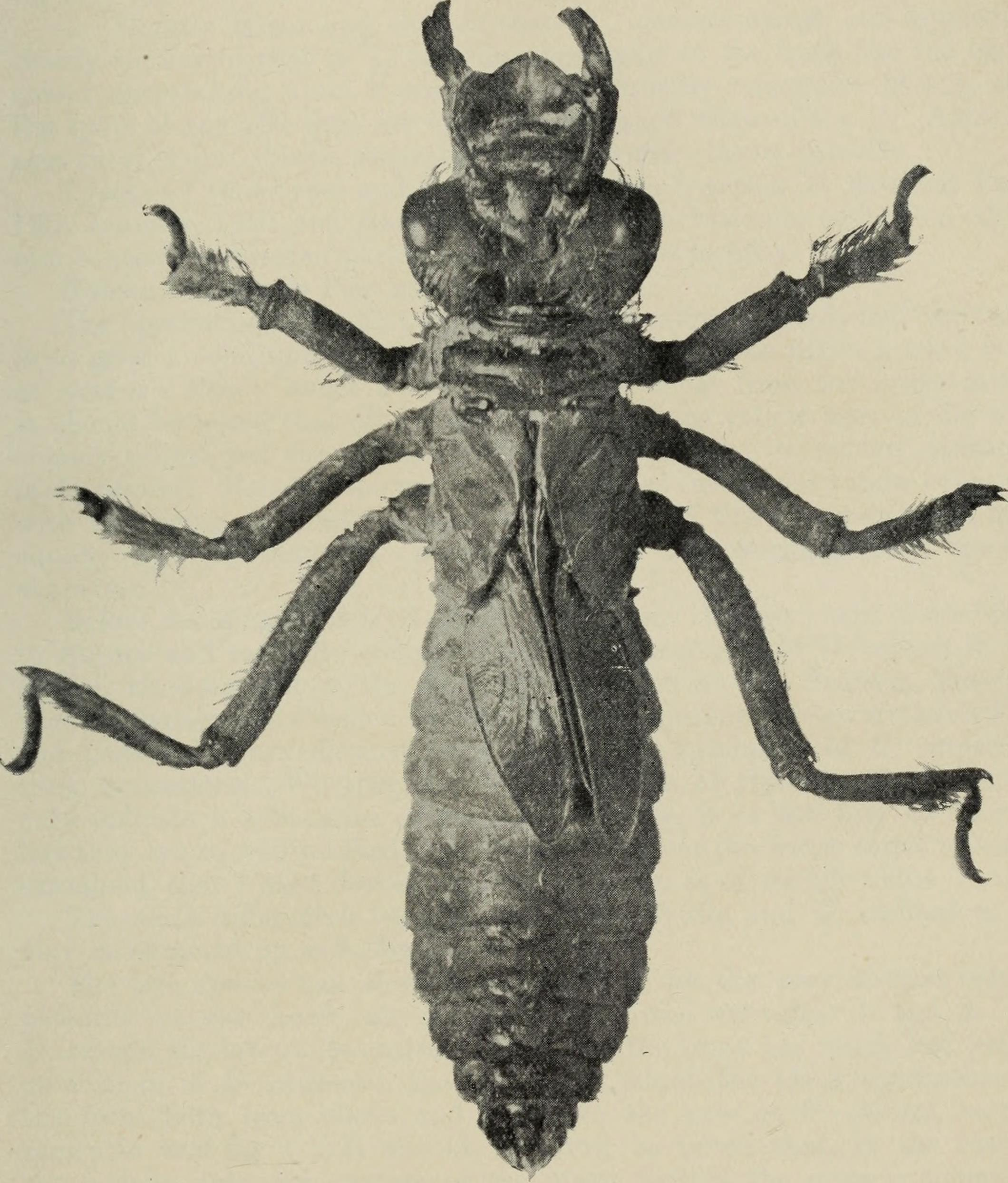
Larwa ostatniego stadium Uropetala carovei

Larwy mają głowę z rozszerzoną maską o przedbródku z gwałtownie zwężoną częścią nasadową i z trójkątnym wyrostkiem na przedniej krawędzi. Lekko rozszerzone płaty boczne (głaszczki) maski mają kształt nieco wklęśniętego kwadratu i zredukowane haczyki końcowe. Na haczyki te zwykle nachodzi para przysadzistych ostróg umieszczonych na masce grzbietowo-bocznie. Z wyjątkiem plemienia Tachopterygini u pierwszego stadium larwalnego odnóża przedniej pary pełnią funkcję grzebną, w związku z czym zaopatrzone są w silne ostrogi na goleniach oraz haki wierzchołkowe. Odwłok jest stosunkowo krótki i ku tyłowi rozszerzony. W drugim jego segmencie leży przedżołądek, wyróżniający się tle ważek ząbkowaniem zredukowanym do jednego, dwóch, a maksymalnie sześciu ząbków w każdym z ośmiu płatów. Segmenty tylnej części odwłoka zaopatrzone są w pary guzków umieszczonych na krawędziach tylno-grzbietowych i porośniętych kępkami sztywnych szczecinek. Wokół odbytu wyrastają żółte szczecinki formujące brzuszno-środkowy pędzelek włosków. Silnie skrócone epiprokty, zaostrzone paraprokty oraz przysadki odwłokowe larwy formują piramidkę analną zwróconą ku górze. Tak jak u innych Euepiproctophora funkcję oddechową pełnią złożonej budowy skrzela rektalne.

## Ekologia i występowanie

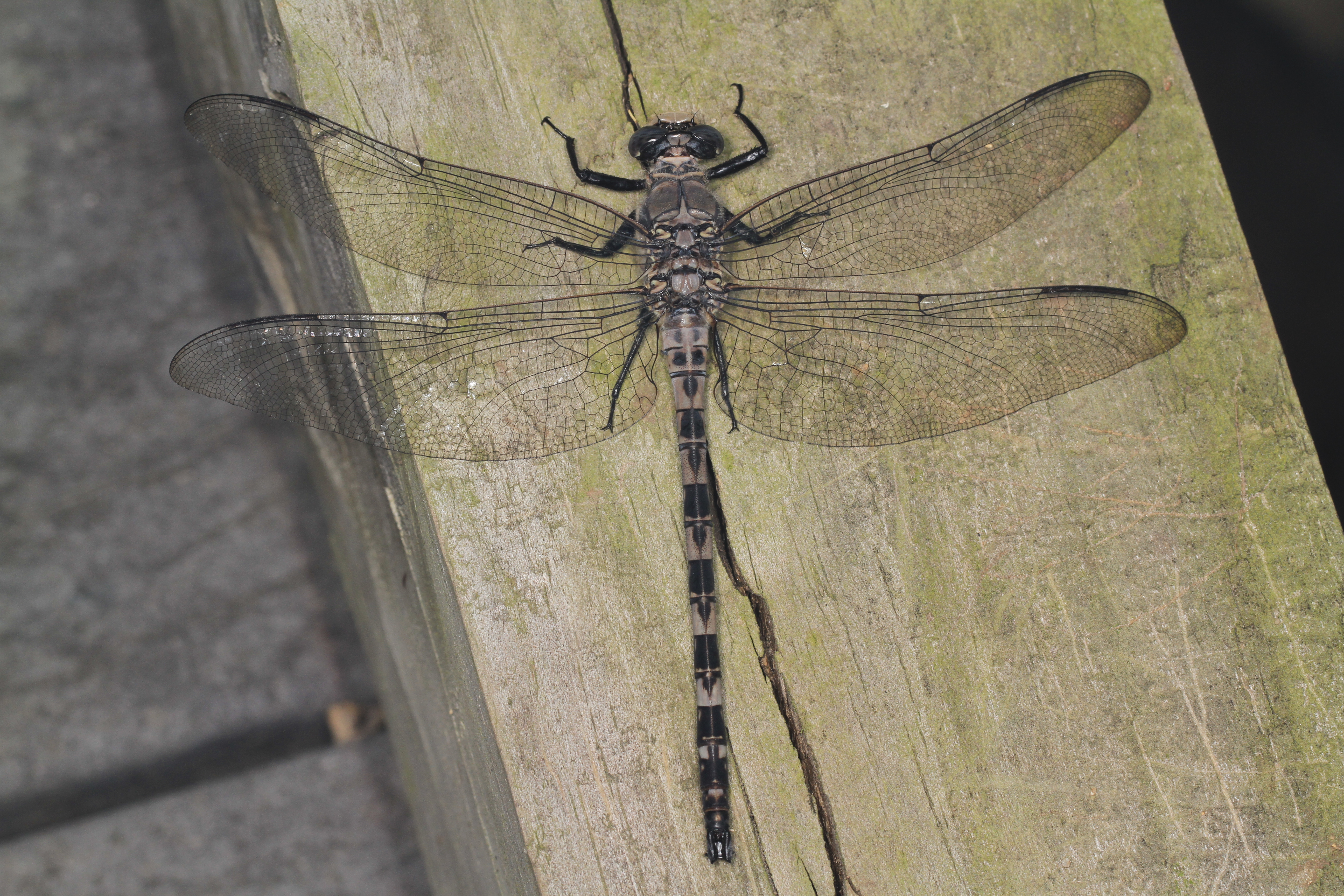
Tachopteryx thoreyi

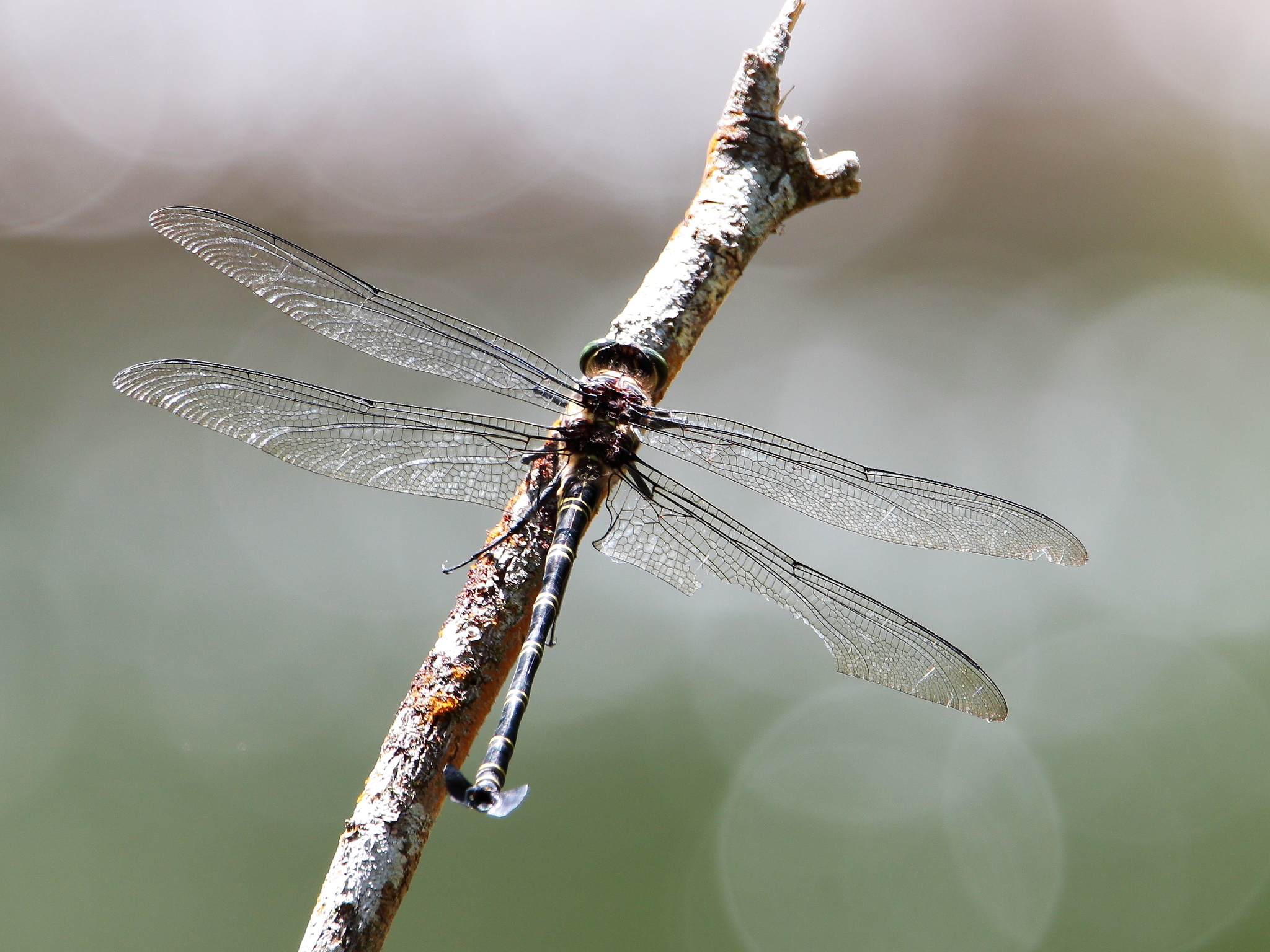
Petalura ingentissima

Larwy Petaluridae wyróżniają się na tle ważek ziemnowodnym trybem życia. U większości gatunków przynajmniej pierwsze stadium buduje korytarze w glebie na bagnach i mokradłach, co wiąże się z rozwojem odnóży grzebnych. Powszechna jest w rodzinie mimikra względem uschłych liści, jako że larwy często żyją pod przesiąkniętą ściółką. Z takim trybem życia larw związana jest również modyfikacja pokładełka samicy pozwalająca na składanie jaj do wewnątrz podłoża (owipozycja endosubstratyczna).
Współczesny zasięg Petaluridae ma charakter reliktowy, głównie transpacyficzny. Petalurinae są ograniczone do krainy australijskiej, przy czym przedstawiciele rodzaju Petalura są endemitami Australii, a Uropetala endemitami Nowej Zelandii. Z południowej części Ameryki Południowej znane są Phenes i wymarła Argentinopetala. Na półkuli północnej rodzinę reprezentują Tachopteryx, występujący na Wschodnim Wybrzeżu Stanów Zjednoczonych, oraz Tanypteryx, występujący na Wybrzeżu Północno-Zachodnim i Wyspach Japońskich.

## Taksonomia
Takson ten wprowadzony został w 1903 roku przez Jamesa George’a Needhama jako podrodzina w obrębie szeroko definiowanych żagnicowatych. Do rangi odrębnej rodziny wyniósł go jako pierwszy Robin John Tillyard w 1926 roku. W 1933 roku Frederick Charles Fraser wprowadził jego podział na dwie podrodziny, Petalurinae i Tachopteryginae. Tę drugą na dwa plemiona podzielił w 1996 roku Günter Bechly. W pracy Hansa Lohmanna z tego samego roku analogiczny dla Petaluridae w sensie Bechly’ego klad określony został jako Petalurata. W 1998 roku André Nel i współpracownicy przeprowadzili rewizję wymarłych Petalurida, podając nowe diagnozy rodziny i jej podtaksonów. W 2003 roku Julián Fernando Petrulevičius i A. Nel opisali najstarszego przedstawiciela rodziny, dolnokredowego Argentinopetala, nie przyporządkowując go do żadnej z podrodzin.
Systematyka Petaluridae do rangi rodzaju przedstawia się następująco:
- podrodzina: incertae sedis
  - †Argentinopetala Petrulevicius et Nel, 2003
- podrodzina: Tachopteryginae Fraser, 1933
  - plemię: Tanypterygini Tillyard et Fraser, 1940
    - Tanypteryx Kennedy, 1917

  - plemię: Tachopterygini Fraser, 1933
    - Tachopteryx Uhler in: Selys, 1859
    - Phenes Rambur, 1845
- podrodzina: Petalurinae Needham, 1903
  - Uropetala Selys, 1857
  - Petalura Leach, 1815

Petaluridae umieszcza się współcześnie w nadrodzinie Petaluroidea, wprowadzonej w 1982 roku przez Franka Louisa Carlego. Petaluridae stanowią jedyny jej takson współczesny, natomiast z mezozoiku znana jest jeszcze jedna jej rodzina – Aktassiidae. Nadrodzinę Petaluroidea umieszcza się wraz z mezozoicznymi Cretapetaluridae w kladzie Petalurodea, ten zaś wraz z wymarłymi Protolindeniidae w grupie Petalurida. 